# عبدالمجید شرفی
عبدالمجید شَرَفی (۲۴ ژانویه ۱۹۴۲) اندیشمند اسلامی، دانشگاهی و نویسندهٔ تونسی است و یکی از سرشناس‌ترین پژوهشگران دارای دغدغهٔ بازخوانی است. و پیشتر به عنوان پژوهشگری متخصص در تمدن و اندیشهٔ اسلامی بر پایهٔ رویکردهای نوین در پژوهش‌های علمی - آکادمی درخشیده‌است. در آثار و اندیشه خود تلاش دارد میان اسلام رسالتی از یک سو، و اسلام تاریخی یا دین از سوی دیگر تمایز قائل شود.

## زندگی و پیشه
عبدالمجید شرفی در ۲۴ ژانویه ۱۹۴۲ در شهر صفاقس به دنیا آمد. وی مسلط به عربی (= زبان مادری) وفرانسوی وانگلیسی است. رئیس پیشین مجمع حمکت تونس (۲۰۱۵–۲۰۲۱)،

### پیشهٔ آکادمیک
در سال ۱۹۶۳ مدرک کارشناسی زبان و ادبیات عرب گرفت، و به سال ۱۹۶۹ Agrégation در پاریس رتبهٔ اول را کسب کرد و دکترای ادبیات تونس را در سال ۱۹۸۲ به پایان رسانید.
پس از تحصیلات عالی، به شغل‌های بسیاری پرداخت، از معلمی در دورهٔ متوسطه تا ارتقا در درجات گوناگون آموزش عالی؛ تا اینکه به رتبهٔ استادی در آموزش عالی در رشتهٔ تمدن عربی و فکر اسلامی در دانشکدهٔ ادبیات دانشگاه منوبه (۱۹۸۶–۲۰۰۲) رسید. همچنین به عنوان رئیس دانشکدهٔ ادبیات و علوم انسانی تونس (۱۹۸۳–۱۹۸۶) انتخاب شد و ریاست شماری از کمیته‌های مأموریتی و آموزشی را بر عهده گرفت، مانند: ریاست کمیتهٔ اصلاح برنامه‌های عربی در وزارت آموزش (۱۹۸۷–۱۹۸۸). همچنین در شماری از شوراها و نهادهای علمی عضو شد، مانند: شورای مرکز مطالعات اسلامی در قیروان (۱۹۹۲)، شورای اجرایی آیسسکو (رباط) (۱۹۹۲–۱۹۹۳)، شورای علمی آکادمی علوم مغاربی در طرابلس (۱۹۹۳) و کمیتهٔ علمی مؤسسهٔ عربی حقوق بشر (۱۹۹۴) و شورای مؤسسهٔ عربی برای نوسازی فکری در ژنو (۲۰۰۳–۲۰۰۶). در رسانه‌ها، به عضویت هیئت تحریریه مطبوعات همچون «إیبلا» (تونس)، «إسلامیّات-مسیحیّات» (رم)، «دراسات مغاربیّة» (مغرب) و «آداب القیروان». نیز سلسلهٔ «معالم الحداثة» را مدیریت کرد. او به عنوان صاحب کرسی یونسکو برای ادیان تطبیقی در دانشگاه منوبه (۱۹۹۹–۲۰۰۳) انتخاب شد. یکی از مهمترین مناصب اخیر او ریاست خانه حکمت (= مؤسسه بیت الحکمه) یا آکادمی علوم و ادبیات و هنر تونس است که یک مؤسسه عمومی غیر اداری مستقر در کارتاژ است که عمدتاً به علوم زبان عربی و توسعه آن می‌پردازد.

## اندیشه
مبانی فکری شرفی معرفت شناسانه و مقاصدی است از دید وی رسالت محمدی نخواسته انسان در حد معینی بازایستد که نتواند از آن فراتر رفت؛ بلکه خواسته آفاقی فراخ به سمت و سوی انسان گشاده شود و این نماینگر دادن مسئولیت کامل چگونگی ادای عبادات و سامان بخشی آنها به انسان او در این بستر آزاد است و ناظری جز وجدان پاک نظارت نمی‌کند: قرائت از دین اسلام و اهداف آن در یک فضای زمانی و مکانی تنگ ممکن نیست زیرا مستلزم ایستادن در برابر مظاهر اسلام در طول تاریخ و جغرافیا و فرهنگ اقوام مختلف اسلام‌گرا و شرایط عمومی تاریخی آنهاست مانند اقتصادی، سیاسی و اجتماعی و نیز با توجه به مقولاتی که به جنبه‌های خاص دین مربوط می‌شود، و علاوه بر آنچه گذشت نیز فقه و تفسیر، فلسفه، عرفان و غیره، در فرقه‌ها و مذاهب مختلف قدیم و جدید، کسانی را که بر اساس توجیهات مختلف به شما می‌گویند اسلام آن چیزی نیست که شما ادعا می‌کنید، اعدام نمی‌کنید، خود این نگره کمکی به دستیابی به درکی که با معیارهای دانش علمی به معنای امروزی آن به حقیقت نزدیکتر باشد، نخواهد کرد. به عنوان یک محقق تاریخ اندیشه اسلامی، هر ارزیابی من از هر یک از این مظاهر به دنبال آن است که تا حد ممکن به عینیت نزدیک شود و صرفاً ارزیابی امپرسیونیستی یا طرحی از مواضع ایدئولوژیک از پیش تعیین شده نباشد.

### نگرش‌ها و دیدگاه‌ها
نگرش نواندیشی شرفی بر فقه اسلامی که به عبادات و معاملات تقسیم می‌شود بسیار نوین است. وی در بخش عبادات: خواهان رد حکم ظاهری دال بر متعلق وجوبی اجزای عباداتی همچون تعداد رکعت نماز و کیفیت ادای آن، ترک مناسک معروف به رجم شیطان هنگام حج، عدم تعیین مقدار خالص زکات، انتخاب میان ادای نماز یا بدل وجوبی انفاق بوده‌است. وی باز در مورد فقه عبادات مسئلهٔ مجازات‌های فیزیکالی، اجرای حد ارتداد بر افراد، احکام ربا.. خوهان جدی الغای همه این احکام تعیین شده بر سنت پیشین فقه وفقها است. و به باور وی این احکام در بستر تاریخی و اجتماعی وفرهنگی گذشته دارای معنا بوده‌اند که دیگر امروزه این نوع بسترها خاصیت و اثر خود را ندارند.

### آثار عملی و آکادمیک
از آثار او به عربی:
- «مقامع الصلبان»، ۱۹۷۵
- «الرسالة الأصغدية»، ۱۹۷۶
- «الفكر الإسلامي في الرد على النصارى»، ۱۹۸۶
- «الإسلام' والحداثة»، ۱۹۹۱ (این کتاب در سال ۱۳۸۳ در تهران به فارسی ترجمه شده‌است)
- «الظواهر الحضرية في تونس القرن العشرين»، ۱۹۹۶
- «المسلم في التاريخ»، جلد یکم ۱۹۹۸، جلد دوم ۱۹۹۹
- «الإسلام بين الرسالة والتاريخ»، ۲۰۰۱
- «مستقبل الإسلام في الغرب والشرق»، ۲۰۰۸
- «لبنات»، ۲۰۱۱
- «الثورة والحداثة والإسلام»، ۲۰۱۱
- «مرجعيات الإسلام السياسي»، ۲۰۱۴
- «المصحف وقراءاته»، ۲۰۱۶

از آثارش به فرانسوی:
- «Foi et justice»، ۱۹۸۷
- «Ces Écritures qui nous questionnent, la Bible et le Coran»، ۱۹۸۷
- «Le fait religieux»، ۲۰۰۵
- «La Pensée islamique, rupture et fidélité»، ۲۰۰۸